# 보스정치

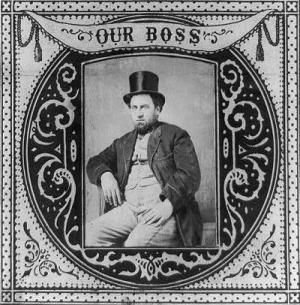
1869년 담배 상표에 등장한 윌리엄 매기어 트위드.

보스정치(영어: Boss Ridden Politics)는 정치적으로 매우 유력한 정치보스(영어: Political Boss)가 정당인과 국민들로부터 피호제적 관계를 맺음으로써 행하는 정치 형태이다.
보스정치인은 당권을 장악한 인물일 수도 있지만, 겉보기에는 아무런 당직이나 공직을 맡지 않은 사람이 흑막으로서 보스행세를 할 수도 있다.
보스 정치는 늦어도 로마 공화정부터 그 양태가 나타난다. 로마 공화정은 모든 시민이 피호제로 묶여 있어서, 모든 정치가 보스 정치였다고 말할 수 있다.